# Thrixspermum subteres
Thrixspermum subteres är en orkidéart som beskrevs av Johannes Jacobus Smith. Thrixspermum subteres ingår i släktet Thrixspermum och familjen orkidéer. Inga underarter finns listade i Catalogue of Life.